# Antiphonæ ad prælegendum
 (décembre 2015).
Améliorez-le ou discutez des points à vérifier. 
Les Antiphonæ ad prælegendum correspondent aux antiennes de l'Introït de la messe romaine, ou à l'Ingressa de la messe ambrosienne, dans le rite des Gaules, ainsi que dans le rite mozarabe. Il s'agit donc de la pièce chantée pendant l'entrée du clergé, et elle consiste en un répons avec gloria et alleluia.

## Sens
De grec ancien : ἀντίφωνον (anti phônê) en grec, les antiennes viennent de la liturgie grecque (dite de rite byzantin) et sont ensuite adoptées par les latins (« anti-phonae ») et saint Ambroise de Milan. 

## Disparition
Les réformes liturgiques des années 1960-1970 les ont à peu près fait disparaître.